# Prínia de Namaqua
La prínia de Namaqua (Phragmacia substriata) és una espècie d'ocell passeriforme que pertany a la família Cisticolidae pròpia de l'Àfrica austral. És l'única mena de gènere Phragmacia. Anteriorment es classificava en el gènere Prinia, però és prou diferent per formar un gènere propi.

## Descripció
Mesura entre 12 i 13 cm de llarg, amb petites ales arrodonides, cua llarga, potes fortes i un bec recte curt i negre. Al cap presenta llistes supraciliars blanquinoses i píli castany vermellós. La gola i la part inferior de la cara són de color blanquinós sense taques i el pit és de color blanc amb ratlles. Les potes són de color marró rosat i l'ull és de color marró. Entre les crides s'inclou un agut triiip-triip-trrrrrr.

## Distribució i hàbitat

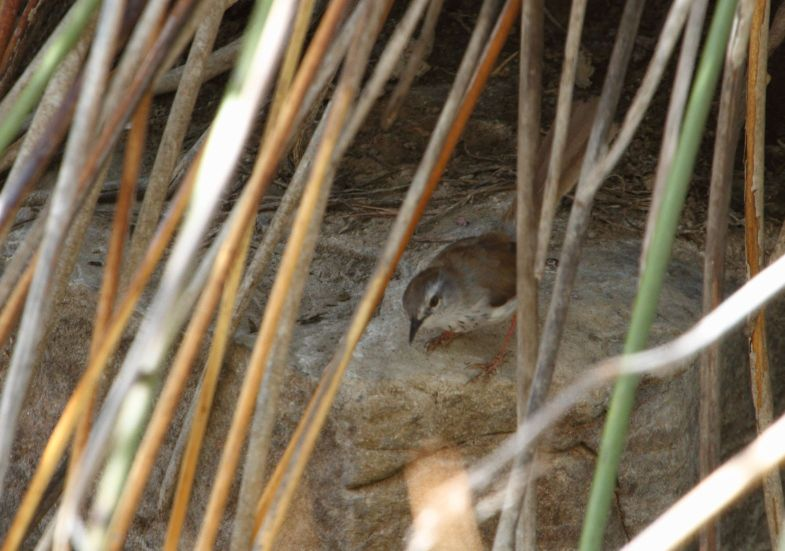
Prínia de Namaqua en el seu hàbitat típic.

És un ocell sedentari que viu a l'oest de Sud-àfrica i sud de Namíbia. És una espècie endèmica del Karoo, que habita en arbustos secs i canyars a prop de rius i preses.

## Comportament
Es veuen generalment en parelles o en petits grups, a la recerca de petits insectes.

## Estat de conservació
Es creu que la població és gran i l'espècie no s'acosta als llindars de disminució de la població del criteri de la Llista Vermella de la UICN (és a dir, la disminució de més del 30% en deu anys o tres generacions). Per aquestes raons, s'avalua com a espècie sota risc mínim.